# Megacode-Training
Das Megacode-Training bezeichnet Schulung und Übung des strukturierten Vorgehens bei der Herz-Lungen-Wiederbelebung im Sinne des Mega-Code-Algorithmus (nach den Richtlinien des ERC).
Der Mega-Code-Algorithmus zählt heute als Standard für das Rettungsfachpersonal. Der Ablauf ist trainierbar und wird im Rahmen einer jährlichen Zertifizierung des Rettungsdienstpersonals geprüft. Das Zertifikat unterstreicht die „Garantenstellung“ des Rettungsdienstpersonals und dessen Fähigkeit, im Rahmen der Notkompetenz ärztliche Maßnahmen vorübergehend (bis zum Eintreffen eines Arztes) ausführen zu können.